# Luis Cardoso
Luis Raúl Cardoso (Mar del Plata, 18 luglio 1930 – Mar del Plata, 28 marzo 2017) è stato un calciatore argentino, di ruolo difensore.

## Carriera

### Club
Ha trascorso l'intera carriera in club argentini.

### Nazionale
Ha disputato sette incontri per la Nazionale argentina tra il 1956 e il 1959.